# Mariusz Rządziński
Mariusz Rządziński (ur. 26 lutego 1968 w Kole) – polski lekkoatleta, sprinter. 
Specjalizował się w biegu na 400 m. Podczas mistrzostw Europy juniorów w 1987 w Birmingham zdobył wraz z kolegami srebrny medal w sztafecie 4 × 400 m (sztafeta biegła w składzie: Rządziński, Wojciech Lach, Dariusz Rychter i Tomasz Jędrusik). Na mistrzostwach Europy w 1990 w Splicie wystąpił w sztafecie 4 × 400 m (Rządziński, Lach, Paweł Woźniak i Jędrusik), która odpadła w eliminacjach.
Zdobył wicemistrzostwo Polski na 400 m w 1988 oraz brązowe medale w 1990 i 1991. 
Rekordy życiowe Rządzińskiego:
- bieg na 400 m – 46,85 (15 września 1988, Saloniki)[4][5][6]

Był zawodnikiem AZS Łódź.